# Paul Auster
Paul Benjamin Auster (3. února 1947 Newark – 30. dubna 2024) byl americký spisovatel židovského původu. Psal romány, filmové scénáře, básně i eseje. Překládal rovněž z francouzštiny (Sartra, Mallarmého či Blanchota), ve Francii i studoval. Často využíval detektivní schéma či jiné populární žánry, témata jeho knih jsou však spíše existenciální. Lákal ho i film, k nejznámějším patří jeho scénář k filmu Kouř (Smoke) či Vnitřní život Martina Frosta (The Inner Life of Martin Frost), který též sám režíroval. Roku 2006 získal Cenu prince Asturského. V roce 2008 byl hostem Pražského festivalu spisovatelů.

### Próza
- Squeeze Play (1982)
- The New York Trilogy (1987)
- In the Country of Last Things (1987)
- Moon Palace (1989)
- The Music of Chance (1990)
- Auggie Wren's Christmas Story (1990)
- Leviathan (1992)
- Mr. Vertigo (1994)
- Timbuktu (1999)
- The Book of Illusions (2002)
- Oracle Night (2003)
- The Brooklyn Follies (2005)
- Travels in the Scriptorium (2006)
- Man in the Dark (2008)
- Invisible (2009)
- Sunset Park (2010)

### Poezie
- Disappearances: Selected Poems (1988)
- Ground Work: Selected Poems and Essays 1970-1979 (1991)
- Collected Poems (2007)

### Scénáře
- The Music of Chance (1993)
- Smoke (1995)
- Blue in the Face (1995)
- Lulu on the Bridge (1998)
- The Inner Life of Martin Frost (2007)

### Publicistika
- The Invention of Solitude (1982)
- The Art of Hunger (1992)
- The Red Notebook (1995)
- Hand to Mouth (1997)
- Here and Now: Letters, 2008-2011 (2013)